# Enclave
Enclave — action с элементами ролевой игры выпущенная в 2002 году компанией Starbreeze Studios. Игра была выпущена на платформах Xbox и PC. В России и странах СНГ распространяется компанией Акелла.

## Сюжет
В начале новой игры можно выбрать, по какому сюжету будут развиваться события. Доступны 2 кампании: за Свет и за Тьму. По мере прохождения игрок получает новых персонажей.

### Кампания за Свет
Демон Ватар собирает полчища обитателей Внешних земель и ведёт их на земли Селленхайма, пропитанные древней магией. Однако в разгар решающей битвы могучий колдун Зейл произносит заклинание и образуется Разлом — бездонная пропасть отделившая Селленхайм от остальных земель, сам Ватар проваливается в Разлом. Проходит время и магия залечивает рану в земле, в некоторых местах Разлом становится проходимым. Обитатели внешних земель алчные Дрег`атар нападают на Селленхайм, для защиты властям анклава приходится облагать народ большими налогами. Герой игры выступает против сборщиков налогов и его бросают в темницу.

Друид в гавани Арк Амар

1. «В заточении»: Безымянный герой игры приходит в себя в камере тюрьмы пограничного аванпоста Иеллон. Пленный убийца из соседней камеры рассказывает герою, что на земли королевства пришли его братья — армия Дрег`атар, чтобы захватить всю территорию и поработить людей. Убийца собирается вырвать сердце у героя как только его освободят, но в это время снаряд из баллисты Дрег`атар разбивает стену его камеры. Рыцарь выбирается из камеры, находит оружие и вступает в неравный бой с ворвавшимися в крепость захватчиками. Он прорывается к жилым помещениям, где встречает Охотницу
2. «Защита аванпоста»: С её помощью герою удаётся зачистить крепость, выйти наружу и победить командира Дрег`атар — могучего берсеркера Бор`дже.
3. «Деревня Селадия»: Королева Айлиндель удостаивает героя аудиенции, но её дочь Джанзиндра узнаёт в нём недавнего мятежника и приказывает ему убираться. Один из волшебников Совета Шести призывает дать герою шанс на искупление. Королева поручает рыцарю защитить торговца Маркуса, чья деятельность критически важна для Селленхайма. Герой сопровождает Маркуса по деревне, захваченной воинами Дрег`атар и помогает найти ему утерянный журнал. Маркус просит помочь вернуть ему товары, которые захватчики спрятали в заброшенном храме.
4. «Заброшенный храм»: Герою удаётся зачистить храм, спасти пленённую девушку-друида и вернуть Маркусу его товары. Благодарный торговец рассказывает, что Дрег`атар планируют массированное наступление на Селленхайм, которое окажется не по силам его защитникам. Но за морем живут легендарные предки, которые могут прийти на помощь. Также герой находит в храме карту Заповедного Атгарда, дающего доступ на тренировочную арену.
5. «Разделённый Город»: Герой отправляется в некогда процветавший город Му-Аззам, покинутый жителями, после возникновения Разлома, разделившего город. Он спасает девушку-полурослика, переходит Разлом и прорывается к городским воротам, где с боем вырывается из смертельной ловушки, подстроенной предводителем Дрег`атар.
6. «Внешние пустоши»: Герой отправляется во Внешние Пустоши напоминающие преисподнюю: вокруг только лава и камни. Ему удаётся прорваться через укрепления Дрег`атар, спасти Инженера, который прокладывает ему дальнейший путь. Герой находит спрятанный Ледяной меч и побеждает с его помощью чудовищного каменного великана Дур`зу, бросающегося каменными гномами.
7. «Гавань Арк Амар»: В порту Арк Амар герой находит капитана Лоруса (брата купца Маркуса). Он  соглашается перевезти героя за море, если тот найдёт в оккупированном городе Дрег`атар похищенный судовой журнал. Герой с боем добывает журнал и успевает достичь корабля под обстрелом артиллерии орков.
8. «Меккелон»: Лорус высаживает героя на берег Меккелона, где тот вступает в бой отрядом Дрег`атар. Он поднимается к дворцу Предков, но привратники требуют сначала доказать свою силу на Арене и только после этого идти на аудиенцию к сенатору. Герою удаётся победить нескольких соперников на Арене. Сенатор Алекто соглашается отправить войско на помощь Селленхайму, но требует разрушить крепость Кам-Зара в узком горном проходе, чтобы его воины могли там пройти. Для выполнения этой миссии он также советует найти старого колдуна Зейла. Ходят слухи, что Зейл ещё жив, в последний раз его видели у северного озера. Алекто предоставляет герою свой дирижабль. Во время аудиенции, гонец сообщает, что на берег Меккелона высадился крупный отряд Дрег`атар. Герой с боем пробивается к дирижаблю и улетает, сбросив бомбы на высадившийся новый отряд захватчиков.
9. «Убежище»: Герой прилетает к озеру, где находит древнюю причудливую постройку. Он спускается на лифте на дно озера, в Озёрное Святилище, где и находит прикованного Зейла. Освобождённый колдун соглашается помочь, но требует принести свой утерянный после свержения Ватара посох Духа Земли.
10. «Преисподняя»: Герой спускается глубоко под землю где находит посох и карту на другую тренировочную арену.
11. «Зурана»: Взяв посох в руки герой пробуждает древнее скелетообразное чудовище Зурану — то, что осталось от некогда великой волшебницы, рискнувшей открыть Том Душ. Герой сам превращается в чудовище и побеждает в бою Зурану.
12. «Крепость Кам-Зара»: Герой прибывает в крепость. где его ждёт Зейл. Выполняя требование колдуна герой находит три компонента ключа. Собрав ключ колдун объявляет о расторжении пакта Джи`Фуро, защищающего Анклав и разрушает крепость.
13. «Джазиндра»: Колдун Зейл встречается с королевой Айлиндель. Во время беседы рыцарь сообщает, что Дрег`атар похитили Джанзиндру. Зейл приказывает герою немедленно отправляться в крепость Дрег`атар Арк Мур и не дать верховному канцлеру Мордессе вызвать демона Ватара. Герою удаётся подняться на крышу заколдованной крепости и сразить Мордессу, но её колдовство уже запущено. Ватар обретает свободу.
14. «Ватар»: Герой попадает в иной мир, разрушает колдовство и побеждает в бою Ватара.

- Эпилог: Внезапная гибель Ватара деморализует войско Дрег`атар. Воспрянувшие рыцари Селленхайма и подошедшая армия Предков истребляют захватчиков. Айлиндель и Джазиндра чествуют героя. В разгар торжества в королевский замок врывается Алекто и объявляет себя спасителем Селенхайма. Королева протестует, Зейл пытается примирить обе стороны, похоже, что мир стоит на пороге новой войны. Алекто заявляет, что Предки завоюют земли Дрег`атар а неверные жители Селленхайма должны знать своё место.

### Кампания за Тьму
1. «Поместье» Верховный канцлер Дрег`атар колдунья Мордесса даёт задание Асасину достать кристалл Эврезии, некогда принадлежавший Зуране — чародейке, превратившейся в одного из монстров, которых она пыталась контролировать. Особняк Зураны хорошо охраняется — хитроумными механическими ловушками, духами, скелетами.
2. «Селадия» Асассин приносит Мордессе заветный кристалл и по её приказанию отправляется в Селадию, чтобы уничтожить торговца Маркуса, шпионившего в пользу Селенхайма. В ходе миссии Ассассин спасает Берсерка.
3. «Арк Мур» Крепость Арк Мур, резиденция Мордессы, атакована воинами Предков из Мекелона. Герою приходится очистить крепость от захватчиков и убить их предводителя Алекто. Герой освобождает Колдунью.
4. «Поместье Грёз» Мордесса желает подчинить себе могучего демона Ватара, для этого ей нужна Книга Духов, которую маг Зейл спрятал в Поместье Грёз. Во дворе герой встречает Гоблина, помогающего найти вход в поместье. Герой находит парящую в воздухе Книгу Духов, но при коснувшись к ней переносится в неизвестное место.
5. «Страж» Герой оказывается на острове, парящем над бездной. Перейдя по призрачному мосту на другой остров, герой проникает в дворец, где вступает в бой с охраной из колдунов и с огромным драконом.
6. «Бегство» Найдя книгу, герой возвращается в Поместье Грёз, где встречает Зейла. Колдун требует отдать ему книгу. Сразив колдуна, герой через подземелье, насыщенное ночными тварями выбирается наружу. Во дворе его снова атакуют твари, но к нему на помощь приходят бомбардиры. Орк-бомбардир становится членом отряда.
7. «Селленхайм» Для ритуала Мордессе требуется кровь девственницы, а именно принцессы Джазиндры. Герой проникает в Селленхейм и с боем поднимается на вершину горы, откуда переносится к тайному убежищу Джазиндры
8. «Джазиндра» Герой с боем пробивается через укрепление Селленхайма и выходит к дому Джазиндры, где с помощью бомбардиров похищает принцессу
9. «Аванпост Иеллон» Ватар пожирает Джазиндру и оказывается в подчинении у Мордессы. Мордесса приказывает поднять флаг Дрег`атара над аванпостом Иеллон, контролирующем мост через Разлом. В ходе боя герой спасает Лича.
10. «Великая стена» Герой проникает в крепость за Разломом и побеждает её командира, легендарного Зрика.
11. «Шахты Ангарда» Мордесса приказывает спуститься в шахты Ангарда и взорвать мост, чтобы не допустить подход Предков на помощь Селенхайму. Выполнив задание, герой находит два портала: Мордессы и Ватара. Пройдя через портал Мордессы, герой переносится в Арк Мур, где колдунья убивает более ненужного ей слугу, миссия заканчивается провалом. Пройдя через портал Ватара, герой переходит на службу демону.
12. «Остров Ур-Аннон» Демон посылает героя на затерянный в просторах Океана Скорби остров, где находится убежище Мордессы. Герой уничтожает охрану особняка и побеждает в поединке колдунью.
13. «Замок Селленхейм» Орды Дрег`атар переходят через Разлом. Ватар посылает героя в замок королевы Айлиндель, где он уничтожает королеву и Совет Шести.

Эпилог: Узнав о смерти своего предводителя, жители Селенхайма оказывают яростное сопротивление ордам Дрег`атара, но силы не равны. Многие погибают страшной, мучительной смертью. Ватар празднует победу, но вдруг замечает огромное ало-золотое войско, готовое бросить вызов его уставшей армии. Демон разворачивает свои орды, чтобы вступить в новую битву…

## Персонажи
Рыцарь — главный герой кампании Света. За неуплату налогов и сопротивление властям его бросают в тюрьму аванпоста Иеллон. Проявив доблесть при защите аванпоста, поступает на службу к королеве Айлиндель.
Алекто — советник, правитель Меккелона.
Ватар — могучий демон, предводитель армий Дрег`атар.
Мордесса — верховный канцлер Дрег`атар.
Айлиндель — королева Селенхейма.
Джазиндра — дочь королевы, принцесса.

## Критика
| Сводный рейтинг | Сводный рейтинг | Сводный рейтинг |
| Издание         | Оценка          | Оценка          |
| Издание         | PC              | Xbox            |
| --------------- | --------------- | --------------- |
| GameRankings    | 75,04 %         | 70,77 %         |

Игра получила неоднозначные оценки критиков. Например, британский игровой журнал Edge в своём номере 114 дал игре оценку всего в 3 балла из 10. Был раскритикован каждый аспект игры. Система боя была названа «Ужасной, комичной и беспорядочной», было сказано, что большое количество противников слишком часто приводит к смерти главного героя..
Несмотря на такую низкую оценку от влиятельного издания, другие были менее критичны. Немецкий GameStar дал игре 77 %: «Поистине фантастический экшн с прекрасной графикой». Крупнейший игровой журнал России Игромания оценил игру в 7.0 баллов из 10.0, назвав её одним из лучших экшенов 2003 года.
Сайт AG.ru дал игре оценку в 80 %.

## Саундтрек
Автор всех музыкальных композиций для игры — Густав Грефберг.
1. Prologue
2. Main titles
3. The legions of Stormdaal
4. Crossing the Rift
5. Celenheim
6. The Divided City
7. For the Queen
8. In the name of Peace
9. Mordessa
10. The Dreg atar horde
11. Vatar
12. Battle at Celenheim
13. The Goblin Parade
14. For the Queen (Teetow mix)

## Редактирование игры
Через некоторое время после выхода игры, Starbreeze разместили для свободного скачивания редактор «Ogier» Архивная копия от 3 апреля 2008 на Wayback Machine. При помощи редактора можно практически создать абсолютно новую игру на движке Enclave: полная свобода при создании новых карт, техники и персонажей. Размер пакета 8,3 МБ.

## Nintendo Wii
Игра вышла на Nintendo Wii в 2010 году, под названием «Enclave: Shadows of Twilight». Портированием занялась студия Village1 Entertainment.